# Каменский, Сергей Михайлович
Граф Серге́й Миха́йлович Каме́нский, Каменский 1-й (1771 или 1772 — 1834) — русский генерал от инфантерии. Жестокий крепостник и большой любитель крепостного театра.

## Биография
Родился 3 июня или 5 июня 1771 или 1772 года. Старший сын фельдмаршала М. Ф. Каменского, брат полководца Н. М. Каменского, с которым всегда был в дурных отношениях.

### Военная карьера
В 1774 году записан корнетом в Нижегородский драгунский полк.  Образование получил в Императорскиом сухопутном шляхетском кадетском корпусе. 8 апреля 1787 года переведён с чином прапорщика в Преображенский лейб-гвардии полк. 5 мая 1789 года выпущен подполковником в Екатеринославский гренадерский полк.
В составе Московского гренадерского полка отправился на театр войны с турками, в 1790 году сражался против шведов, в 1791 году — снова против турок.
С 8 мая 1794 года командир 3-го батальона Екатеринославского егерского корпуса. Участвовал в походе в Польшу и в пленении Костюшко; во время штурма Праги был ранен в живот картечью.
1 января 1797 года произведён в полковники Рязанского мушкетерского полка. 14 марта 1798 года — в генерал-майоры, с назначением шефом Полоцкого мушкетерского полка.
3 июня 1798 года вышел в отставку. 26 марта 1801 года вновь принят на службу и 19 августа назначен шефом Фанагорийского гренадерского полка.
В кампанию 1805 года отличился в сражении при Аустерлице, где командовал бригадой в колонне генерала А. Ф. Ланжерона. Провел три блестящих атаки против дивизии генерала Сент-Илера (фр.). 15 июня 1806 года произведён в генерал-лейтенанты и назначен начальником 12-й дивизии.
Более всего отличился Каменский во время войны с Турцией в составе Молдавской армии. С 1810 года служил под командой своего младшего брата, чем очень оскорблялся.
24 мая 1807 года разбил турецкие войска при Браилове. В 1809 году получил в командование корпус. 10 мая взял штурмом крепость Базарджик, 23 июля разгромил турок при Шумле. С 14 июня 1810 года — генерал от инфантерии. Командовал правым флангом в сражении при Батине.
Во время Отечественной войны Каменский командовал корпусом в 3-й Западной армии А. П. Тормасова. Части его корпуса, во главе с генерал-майором Е. И. Чаплицем, приняли участие во взятии Кобрина. После сражения под Городечно поссорился с Тормасовым и, «по болезни», уехал из армии, сдав командование князю А. Л. Щербатову. С 19 октября 1812 года получил бессрочный отпуск «для излечения болезни», 6 марта 1822 года уволен от службы.
- Корнет (06.02.1774)
- Прапорщик (18.04.1777)
- Подполковник (05.03.1789)
- Полковник (01.01.1797)
- Генерал-майор (14.03.1798))[4]
- Генерал-лейтенант (15.06.1806)
- Генерал от инфантерии (14.06.1810)

### Жизнь в отставке
Избалованный матерью Анной Павловной (урожд. княжной Щербатовой) он унаследовал, по мемуарным свидетельствам, худшие свойства отца — «его необузданный нрав, его чудачества, жестокость, нравственную распущенность».
После убийства отца (12 августа 1809 года) и преждевременной кончины младшего брата (4 мая 1811 года) Сергею досталось всё состояние графов Каменских: 6 тысяч душ в Орловской, Нижегородской, Владимирской и Курской губерниях. В отцовском имении Сабурово под Орлом он стал вести расточительный образ жизни, делал большие долги.
По сообщению М. И. Пыляева, за 8 тысяч рублей он купил у Медокса механические часы, который в час убийства отца (2 часа 11 мин.) играли «Со святыми упокой», а в час рождения самого графа (16 часов) — «Славься, славься, храбрый росс». По свидетельствам москвичей, в графском доме на Смоленском бульваре «царили хаос, беспорядок и грязь; многочисленная прислуга, оборванная, ссорившаяся и ругавшаяся между собой, ничего не делала; в прихожей около двух десятков лакеев сидели и вязали чулки, ожидая приказания графа подать ему платок или трубку».
Граф всюду водил с собой любовницу-простолюдинку, которой было приказано носить на груди его большой портрет. Когда она чем-нибудь прогневляла Каменского, ей надевали другой такой же портрет, на котором были изображены только затылок и спина графа. Каждые четверть часа к ней входили дворовые люди и повторяли: «Грешно, Акулина Васильевна, молитесь!» — после чего несчастная должна была немедленно класть поклоны, даже ночью.
К концу жизни генерал Каменский прожил всё родительское состояние и стал распродавать последние имения. Он так нуждался, что в 1828 году по случаю «стеснённых» дел просил себе «калеке, инвалиду, без ног почти, драбанту на ратном поле» через А. И. Чернышёва пенсию, но последний отвечал, что «пенсионы испрашиваются только при увольнении от службы».
Умер 8 (20) декабря 1834 года. Похоронен в фамильной усыпальнице в Новодевичьем монастыре. В «Русском биографическом словаре» год смерти — 1835. И этот же год смерти указан в «Энциклопедическом словаре Брокгауза и Ефрона».

## Театр графа Каменского
Особую склонность Сергей Михайлович испытывал к театру. Вся труппа его орловского театра состояла из крепостных, причём он не оставлял попыток купить и знаменитого Щепкина. Игра артистов была ниже всякой критики.

В 1815 г. граф возвел на Каменской площади необычное здание, высокое, деревянное, с яркой красной крышей и белыми колоннами, с фальшивыми окнами, намалеванными сажей и охрой, и 26 сентября (8 октября по новому стилю) поднял занавес первого в Орле общедоступного публичного театра.— Б. Н. Голубицкий. Каменские и история орловской сцены.
Билеты в театр граф продавал сам, сидя в кассе. В антрактах публику угощали пастилой, мочёными яблоками и мёдом. Граф зорко следил за игрой артистов и записывал все замеченные ошибки. На сцене висело несколько плёток, и после каждого акта он ходил за кулисы и там делал расчёты с провинившимися актёрами, крики которых долетали до слуха зрителей.
Известный русский писатель Н. С. Лесков, выросший в Орле и в детстве много слышавший о крепостном орловском театре и о странной личности его хозяина, позже вспоминал о них от лица своих героев:

Ребёнком, в сороковых годах, я помню ещё огромное серое деревянное здание с фальшивыми окнами, намалеванными сажей и охрой, и огороженное чрезвычайно длинным полуразвалившимся забором. Это и была проклятая усадьба графа Каменского; тут же был и театр.— Н. С. Лесков, «Тупейный художник»

— Я родился в крепостном звании и происхожу из дворовых людей графа К. из Орловской губернии. Теперь эти имения при молодых господах расплылись, но при старом графе были очень значительные. В селе Г., где сам граф изволил жить, был огромный, великий домина, флигеля для приезду, театр, особая кегельная галерея, псарня, живые медведи на столбу сидели, сады, свои певчие концерты пели, свои актеры всякие сцены представляли;— Н. С. Лесков, «Несмертельный Голован»

## Семья
В двух браках с представительницами мелкопоместного дворянства, Марией Ивановной Яфимович и Екатериной Фёдоровной Левшиной, имел пятерых сыновей и восьмерых дочерей.
- Первый брак — с Марией Ивановной Яфимович[7]
  - сын Михаил (1801—21.08.1808[8])
  - дочь Прасковья (09.08.1803—24.02.1829), замужем не была; фрейлина
  - дочь Анна (1805—?), замужем не была; фрейлина
  - дочь Мария (1814 — после 1871), замужем за Николаем Фёдоровичем Геркеном (их дочь — княгиня Хованская)
- Второй брак — с Екатериной Фёдоровной Куриловой (урожд. Левшиной)[7]
  - сын Сергей (02.05.1816 — до 1855)), женат на Любови Михайловне Пастуховой
    - внук Сергей (18.02.1847 — 1896)
      - правнучка Ирина

  - дочь Екатерина (1818 — после 1871), была дважды замужем (за сыном графа Долона Алексеем и за коллежским регистратором Владимиром Николаевичем Пановским)
  - дочь Елизавета (1819 — 12.12.1883), была дважды замужем. Первый муж — Александр Андреевич Рябинин, от которого было три дочери: Екатерина, Прасковья и Евгения; второй муж — Виктор Григорьевич Высотский (29.10.1806—19.08.1877), от которого были рождены: Елизавета (12.12.1948—?), Григорий (25.01.1852—19.12.1905), Александра (09.05.1852—1930), Сергей (18.02.1854—12.07.1912) и Виктор (17.03.1857—29.12.1938).
  - сын Николай (22.01.1820—14.08.1868?), депутат Смоленского губернского дворянского собрания, помещик Гжатского уезда; его дочь Анна (02.02.1862—1948) — мать «Заслуженного врача РСФСР» Александра Сергеевича Павлова (1890—1968); сын Сергей (1868—1951) — герой Русско-японской и Первой мировой войн.
  - сын Михаил (02.05.1821 — после 1871)
  - сын Андрей (18.05.1822—1860), женат на Любови Фёдоровне Надервиль, умер от расстройства ума[9]
    - внук Анатолий (род. 1856)
      - правнук Андрей (1877—1915)
      - правнук Анатолий (род. 1885)

    - внучка Лидия (ум. 1928), в замужестве Миронова, бабушка английской актрисы Хелен Миррен
    - внук Андроник

  - дочь Варвара (1824? — после 1875), была крещена 18 декабря 1824 года; замужем за камер-юнкером, статским советником Павлом Петровичем Григорьевым (19.12.1810 — до сентября 1857).
  - сын Фёдор (1829?—17.08.1883), был крещён 18 октября 1829 года; служил в 1870 году полицейским надзирателем в городе Трубчевске Орловской губернии.
  - дочь Марфа
  - дочь Юлия

Граф Сергей Михайлович унаследовал от отца имение Воробьёво с деревнями в Гжатском уезде Смоленской губернии. В 1846 году вдова Сергея Михайловича графиня Екатерина Фёдоровна и его дети проводят официальный раздел наследства. Николаю досталось имение Николаевское, Михаилу — Михайловское, Фёдору — Воробьёво.
«Фёдор Сергеевич находился всю свою жизнь под опекой. Сначала опекуншей была мать графиня Екатерина Фёдоровна, потом братья — сначала Николай Сергеевич, а после его смерти Михаил Сергеевич Каменские, что не помешало бедному Фёдору Сергеевичу иметь жену. Правда, она жила в Москве, а он — в Гжатском уезде по родственникам».

## Награды
- Крест «За взятие Праги» (1794)[4]
- Орден Святого Владимира 4 ст. с бантом (09.11.1794)
- Орден Святого Георгия 4 ст. (01.01.1795)
- Орден Святой Анны 1 ст. (07.03.1806)
- Алмазные знаки к Ордену Святой Анны 1 ст. (1807)
- Орден Святого Александра Невского (14.08.1810)
- Орден Святого Георгия 2 ст. (21.11.1810)

## Память о Каменском
Выведен под именем графа Скалинского в повести Герцена «Сорока-воровка» и под собственной фамилией в рассказе Лескова «Тупейный художник».
В Орловском государственном академическом театре имени И. С. Тургенева действует музей истории орловской сцены и театра графа Каменского. В связи с празднованием 180-летия орловского театра в 1995 году площади, на которой стояло первое здание театра Каменского, возвращено историческое название «Каменская», а в музее был открыт бюст Сергея Михайловича.